# Posturologie
 (octobre 2022).
 (août 2013).
Si vous disposez d'ouvrages ou d'articles de référence ou si vous connaissez des sites web de qualité traitant du thème abordé ici, merci de compléter l'article en donnant les références utiles à sa vérifiabilité et en les liant à la section « Notes et références ».
La posturologie est une méthode non conventionnelle d'étude de la posture, acte moteur automatique et inconscient qui permet :
- d'adopter une position érigée ;
- de stabiliser cette position en statique ou en dynamique ;
- d'élaborer la connaissance spatiale du soi par rapport à son environnement.

Elle est le fruit de la mise en jeu d'un système sensorimoteur multimodal complexe.

## Historique
Dans les années 1950, Baron montre que de légères modifications proprioceptives entraînent des adaptations posturales et locomotrices majeures ; ces dernières générant un cortège de pathologies sont traitées par des stimulations posturales au niveau des organes sensoriels.
À la suite des travaux sur les réactions d’équilibration, Gagey développe la notion de Système postural fin (SPF), aujourd'hui appelé Système postural d'aplomb, organise l’examen clinique postural et crée le mot posturologie[réf. nécessaire].
Da Cunha décrit en 1979, le syndrome de déficience postural qui élargit le syndrome post-commotionnel en y incluant les troubles de l’axe corporel.
Au début des années 1980, plusieurs ostéopathes participent au développement de la posturologie et ajoutent de nombreux tests qui font référence:
Test des rotateurs ; Bernard Autet.
La Verticale de Barré ; Patrick Guillaume (membre fondateur de la posturologie)
Le Test des extenseurs et abducteurs ; Patrick Guillaume.

## Efficacité
En 2016, l'INSERM a évalué l'efficacité et la dangerosité de la posturologie en ce qui concerne le traitement de la dyslexie. Les auteurs concluent que « les données scientifiques disponibles ne permettent pas de conclure à l’efficacité du traitement proprioceptif dans la prise en charge de la dyslexie ». Ils constatent une aggravation des troubles dans 10% des cas mais soulignent que cela peut être dû à l'évolution naturelle de la maladie. Ils ne préconisent pas de contre-indiquer le recours à cette prise en charge si elle est souhaitée. Le Dr Quercia a conduit des études sur le « syndrome de déficience postural » (SDP) dans la dyslexie et les a publiées dans diverses revues scientifiques, sans parvenir à prouver clairement que le SPD est lié à la dyslexie ni que la posturologie permet d'y remédier,.

## Description
Le « système postural » est un système multisensoriel et multimodal associant en système différentes informations codant la spatialité, dites entrées posturales, dont le but est le maintien de la station érigée et sa stabilité dans l’espace.
Le système tonique postural est composé des éléments suivants :
- des exocapteurs (capteurs sensoriels d'informations en provenance de l'extérieur du corps) qui délivrent au système nerveux central des messages qui permettent de nous situer par rapport à notre environnement (rétine, peau) ;
- des propriocepteurs (capteurs sensoriels d'informations en provenance de l'intérieur du corps) qui délivrent au système nerveux central des messages qui nous permettent de connaître les positions relatives des différents segments du corps les uns par rapport aux autres ;
- les centres supérieurs qui intègrent les informations de ces capteurs et élaborent une réponse appropriée à chaque situation ;
- des effecteurs, les muscles (en fait, seul le tonus musculaire est concerné).

Les syndromes cliniques engendrés par les différents dysfonctionnements du système tonique postural se classent en trois catégories :
- les syndromes algiques (centrées autour d'une douleur), essentiellement de l'axe vertébral et des membres inférieurs ;
- les syndromes d'instabilité vraie (excluant les syndromes vertigineux) ;
- les syndromes cognitifs.

Les signes cliniques sont divers et variés. Ils ont été classé historiquement en signes cardinaux (ou signes essentiels) et signes accessoires par le Dr Martins Da Cunha (Portugal), mais cette classification est floue et peu précise. Une classification plus récente selon les trois syndromes précédents est actuellement préférable (douleurs vertébrales et articulaires, instabilités, signes cognitifs).
La démarche pratique en posturologie consiste, au travers d'une analyse clinique et paraclinique rigoureuse du patient, à :
- porter le diagnostic d'un syndrome postural, toujours fonctionnel ;
- déterminer par divers tests cliniques le ou les types de circuit fonctionnel en cause ;
- faire une proposition thérapeutique pluridisciplinaire visant à modifier (restaurer) l'efficacité du système postural, après exclusion d'une pathologie non fonctionnelle par le médecin généraliste, spécialiste et posturologue.

Ce traitement fonctionnel peut lui-même, selon la configuration du syndrome, porter sur :
- la sole plantaire par le podologue, l'orthopédiste orthésiste podologiste formés en posturologie.
- les yeux par l'ophtalmologiste, l'orthoptiste et l'opticien ;
- le système manducateur (dents par l'occlusodontologiste, ventilation, langue avec l'aide de l'orthophoniste ;
- le vestibule par l'ORL, avec l'aide du kinésithérapeute ou d'un orthoptiste spécialisé dans les maladies vestibulaires ;
- le système ostéoarticulaire et locomoteur par le rhumatologue, le médecin-ostéopathe, le kinésithérapeute, l'ostéopathe, l'orthopédiste orthésiste podologiste formés en posturologie.